# Juliana Obiong
Juliana Obiong Nzang (* 23. Mai 1966) ist eine äquatorialguineische Sprinterin. Sie war 1988 und 1996 Teilnehmerin der Olympischen Spiele.

## Leben
Juliana Obiong nahm bei den Olympischen Sommerspielen 1988 in Seoul im Wettbewerb Leichtathletik – 400 m (Frauen) teil. In der Vorrunde trat sie im Vorlauf 1 an und bewältigte die Strecke in 1:07,58 min. Als letzte dieses Laufes konnte sie sich nicht für die nächste Runde qualifizieren.
1991 lief Obiong auf ihren Strecken, die 100-Meter- bzw. 400-Meter-Strecke, ihre Bestzeiten. Bei den Olympischen Sommerspielen 1992 in Barcelona gehörte Obiong nicht der äquatorialguineischen Mannschaft an.
Bei den Olympischen Sommerspielen 1996 in Atlanta gehörte Obiong wieder zur äquatorialguineischen Mannschaft. Im Leichtathletik – 100 m (Frauen)-Wettbewerb lief sie in der Vorrunde im Vorlauf 6 und bewältigte die Strecke in 13,88 Sekunden. Als letzte dieses Laufes konnte sie sich hier auch nicht für die nächste Runde qualifizieren.

## Persönliche Bestzeiten
- 100-Meter-Strecke 12,3 s (1991)[1]
- 200-Meter-Strecke 28,17 s (1991, Tokio)[2]
- 400-Meter-Strecke 64,13 s (1991)[1]